# Wilhelm Blos
Wilhelm Blos, född 5 oktober 1849 i Wertheim, död 6 juli 1927 i Stuttgart, var en tysk författare och politiker.
Blos avbröt sina språkvetenskapliga studier för att bli tidningsman, övergick 1872 till socialdemokratin, var gång på gång i konflikt med socialistlagen och utvisades 1880 ur Hamburg. Åren 1877-1878, 1881-1887, 1890-1906 och 1912 ff. var han ledamot av tyska riksdagen och blev efter revolutionen i november 1918 statsminister i Württemberg och var 1919-1920 statspresident där. Han författade en lång rad politiska, kulturhistoriska och skönlitterära arbeten. Hans historiska arbete från 1923 Von der Monarchie zum Volksstaat brändes under bokbålen runt om i Nazityskland 1933.